# 自由獨立黨
自由獨立黨是一個曾經存在的印度自由保守主義政黨，由查克拉瓦爾蒂·拉賈戈巴拉查理等不滿印度國大黨賈瓦哈拉爾·尼赫魯一派社會主義和國家主義路線的黨員脫離創立。 該黨支持取消牌照制度的自由主義經濟，卻又反對完全的自由放任。